# Il bacio dell'orso
Il bacio dell'orso è un film del 2002 diretto da Sergej Vladimirovič Bodrov.

## Trama
Lola è una ragazza tredicenne che lavora in un circo con la madre, ma la sua vera passione è la magia. L'unico amico che ha è un orso, animale del circo, a cui lei confida tutti i suoi segreti, fino a scoprire che ogni notte l'orso si trasforma in un essere umano, a patto però che non uccida nessuno.